# Кючарианц, Джульетта Артуровна
Джульетта Артуровна Кючарианц (7 (20) мая 1917 — 2009, Санкт-Петербург) — исследователь архитектуры, искусствовед, писатель. Автор многих книг по истории архитектуры. Часть книг написана в соавторстве с Абрамом Григорьевичем Раскиным.
С 1934 по 1940 год училась в Ленинградском институте инженеров коммунального строительства (ЛИИКС). В 1941 году пришла работать в ГИОП Ленинграда, где во время блокады Ленинграда занималась зарисовками и обмерами памятников архитектуры и скульптуры. В 1942—1943 годах — аспирант Московского архитектурного института.
В 1944 году работала в мастерской Ленпроекта под руководством профессора Е. А. Левинсона. В 1944—1948 годах — аспирант Всероссийской Академии художеств. После окончания аспирантуры преподавала на кафедре графики и композиции ЛВХПУ им. В. И. Мухиной.
В 1953 году вернулась на работу в ГИОП на должность архитектора.
Основную часть жизни исследователь отдала изучению творчества итальянского архитектора, работавшего в России, — Антонио Ринальди. Результатом исследований стала монография «Антонио Ринальди», впервые увидевшая свет в 1976 году (серия «Зодчие нашего города»), затем переиздававшаяся в расширенном виде. В 2003 году это произведение послужило основой к изданной крупным итальянским издательством книге-альбому «Антонио Ринальди, итальянский архитектор Санкт-Петербурга».
Несмотря на огромный вклад в «ринальдиеведение», большим недостатком работы можно считать то, что исследователь рассматривала объект изучения в отрыве от европейской культуры, создав неверный образ уникального, единственного в своем роде мастера, а также породив ряд неточностей, которые до сих пор имеют хождение в массовой литературе и в интернете (например, о поездке Ринальди в Англию и о его английских впечатлениях, отраженных в его российских сооружениях). Большим недостатком можно посчитать и то, что в труде практически не отражены иноязычные материалы, касающиеся Ринальди, из российских архивов (РГИА, РГАДА, архиве Санкт-Петербургского Института истории РАН). Между тем в последующие годы никто из последователей Д. А. Кючарианц не смог написать ничего равного её труду, который уже на протяжении сорока лет остается единственным исследованием творчества Антонио Ринальди.
Д. А. Кючарианц скончалась в 2009 году в Санкт-Петербурге. Похоронена на Богословском кладбище.
Отец — Артур Григорьевич Кючарианц (1889—1962) — военный врач, генерал-майор медицинской службы.
Мать — Анаида Христофоровна Кючарианц (1893—1971).

## Труды
«Антонио Ринальди»
- Кючарианц Д. А. Антонио Ринальди. — Л.: Лениздат, 1976. — 200 с. — (Зодчие нашего города). — 50 000 экз. (обл.)
- Кючарианц Д. А. Антонио Ринальди. — Л.: Стройиздат, 1984. — 176 с. — (Мастера архитектуры). — 35 000 экз. (в пер.)
- Кючарианц Д. А. Антонио Ринальди. — СПб.: Стройиздат-СПБ, 1994. — 192 с. — 25 000 экз. — ISBN 5-87897-006-6. (в пер., суперобл.)

«Художественные памятники города Ломоносова»
- Кючарианц Д. А. Художественные памятники города Ломоносова. — Л.: Лениздат, 1980. — 168 с. (обл.)
- Кючарианц Д. А. Художественные памятники города Ломоносова. — Л.: Лениздат, 1985. — 176 с. — 200 000 экз. (обл.) (Изд. 1-е — 1980)

«Иван Старов»
- Кючарианц Д. А. Иван Старов. — Л.: Лениздат, 1982. — 192 с. — (Зодчие нашего города). — 40 000 экз. (обл.)
- Кючарианц Д. А. Иван Старов. — СПб.: Стройиздат-СПБ, 1997. — 176 с. — 5000 экз. — ISBN 5-87897-031-7. (в пер., суперобл.) (1-е изд. — 1982)

«Пригороды Ленинграда»
- Кючарианц Д. А., Раскин А. Г. Пригороды Ленинграда: Архитектурно-художественные памятники XVIII - XX веков. — Л.: Искусство. Ленингр. отд-ние, 1985. — 432 с. — (Архитектурно-художественные памятники городов СССР). — 50 000 экз. (в пер.)

«Гатчина: Художественные памятники»
- Кючарианц Д. А., Раскин А. Г. Гатчина: Художественные памятники. — Л.: Лениздат, 1990. — 240 с. — 100 000 экз. — ISBN 5-289-00600-1. (обл.) (Переизд. — 2001, 2005)
- Кючарианц Д. А., Раскин А. Г. Гатчина: Художественные памятники. — Л.: Лениздат, 2001. — 320 с. — (Петербургская коллекция). — 5000 экз. — ISBN 5-289-02007-1. (в пер.)

«Сады и парки дворцовых ансамблей Санкт-Петербурга и пригородов»
- Кючарианц Д. А., Раскин А. Г. Сады и парки дворцовых ансамблей Санкт-Петербурга и пригородов. — СПб.: Паритет, 2003. — 448 с. — 6000 экз. — ISBN 5-93437-160-6. (в пер.)
- Кючарианц Д. А., Раскин А. Г. Сады и парки дворцовых ансамблей Санкт-Петербурга и пригородов. — Изд. 2-е. — СПб.: Паритет, 2009. — 368 с. — 3000 экз. — ISBN 978-5-93437-330-7. (в пер.)